# Wodson Park F.C.
Wodson Park Football Club là một câu lạc bộ bóng đá Anh tọa lạc ở Ware, Hertfordshire. CLB là hội viên của Hertfordshire County Football Association. Họ thăng hạng lên Spartan South Midlands League Division One vào năm 2010.

## Lịch sử
CLB được thành lập năm 1997 và bắt đầu thi đấu ở Division Three của Hertford and District Football League, và vô địch ngay ở lần đầu tiên. Sau đó CLB có 2 lần thăng hạng liên tiếp, vô địch Division One để lên chơi ở Premier division. Mùa giải 2006–07 chứng kiến CLB tham gia Division One của Hertfordshire Senior County League. Trong mùa giải thứ 2 ở giải đấu này, CLB cán đích ở vị trí thứ 2.
Thay vì tham gia Premier Division của Herts Senior League, CLB đăng ký gia nhập Division Two của Spartan South Midlands League cho mùa giải 2008–09 và đã gặt hái thành công. CLB thi đấu 2 mùa giải ở Division Two trước khi thăng hạng Division One. Mùa giải 2011–12, CLB đánh dấu lần đầu tiên xuất hiện ở FA Cup, gặp Oxhey Jets F.C. ở vòng tiền sơ loại nhưng thất bại 6–0.

## Sân vận động
Sân vận động của Wodson Park nằm ở Trung tâm Thể thao và Giải trí Wodson Park. Đây là nơi mà CLB thi đấu đầu tiên trước khi chuyển đến sân vận động có tên tương tự của Ware F.C., nằm bên cạnh trung tâm giải trí. CLB trở về lại sân cũ năm 2013. Sân vận động còn có làn chạy xung quanh nó.

## Các danh hiệu
- Hertfordshire Senior County League Division One:[5]
  - Á quân (1): 2007–08
- Hertford and District Football League Division Three:[2]
  - Vô địch (1): 1997–98

## Các kỉ lục
- Vị trí cao nhất cấp độ giải đấu:[5] thứ 14 ở Spartan South Midlands League Division One 2010–11
- Thành tích tốt nhất tại FA Cup:[5] Vòng tiền sơ loại 2011–12, 2012–13
- Thành tích tốt nhất tại FA Vase:[5] Vòng 1 2010–11